# عنبر دماع فرموزا
عنبر دماع فُرموزا هو نوع من جنس عنبر دماع من الأشجار في فصيلة Altingiaceae مهدها شرق آسية.

## الصور

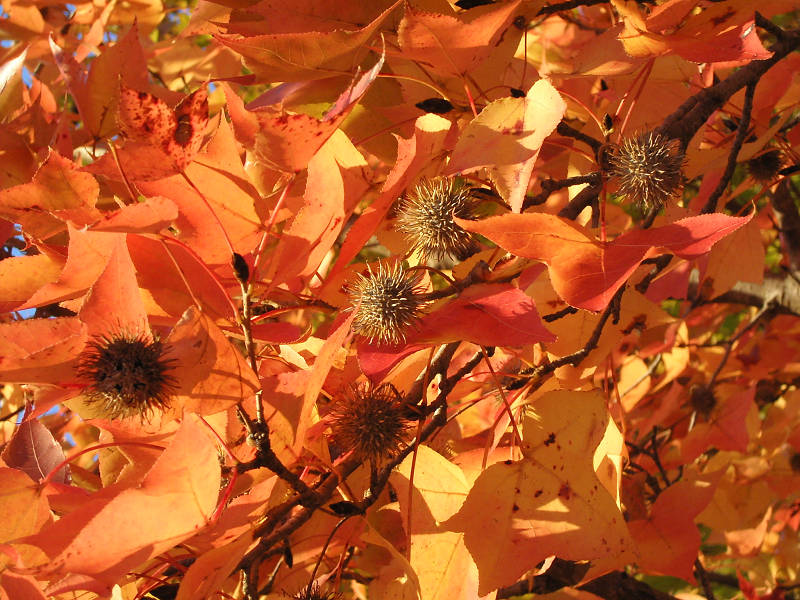
أوراق الخريف والبذور
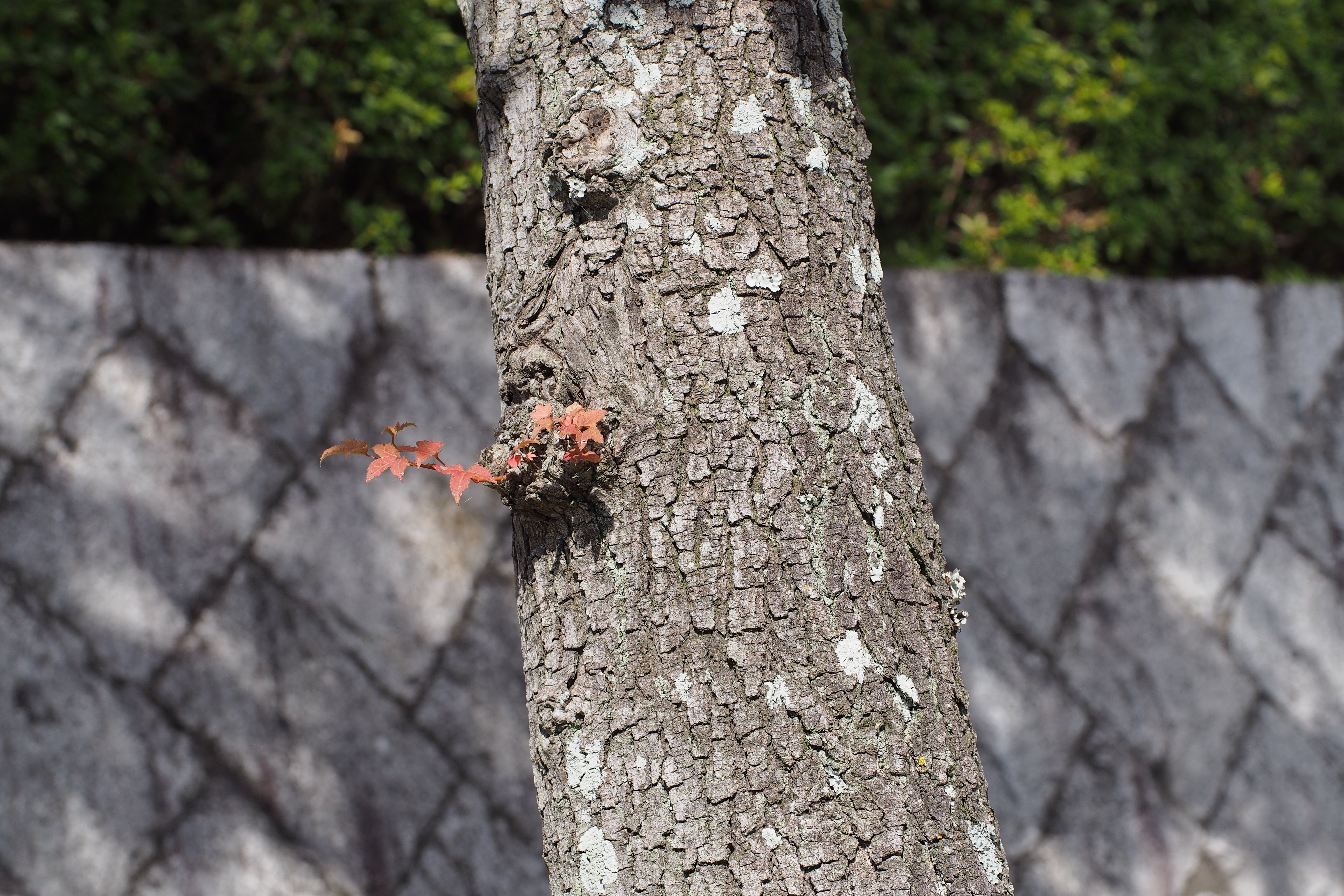
اللحاء
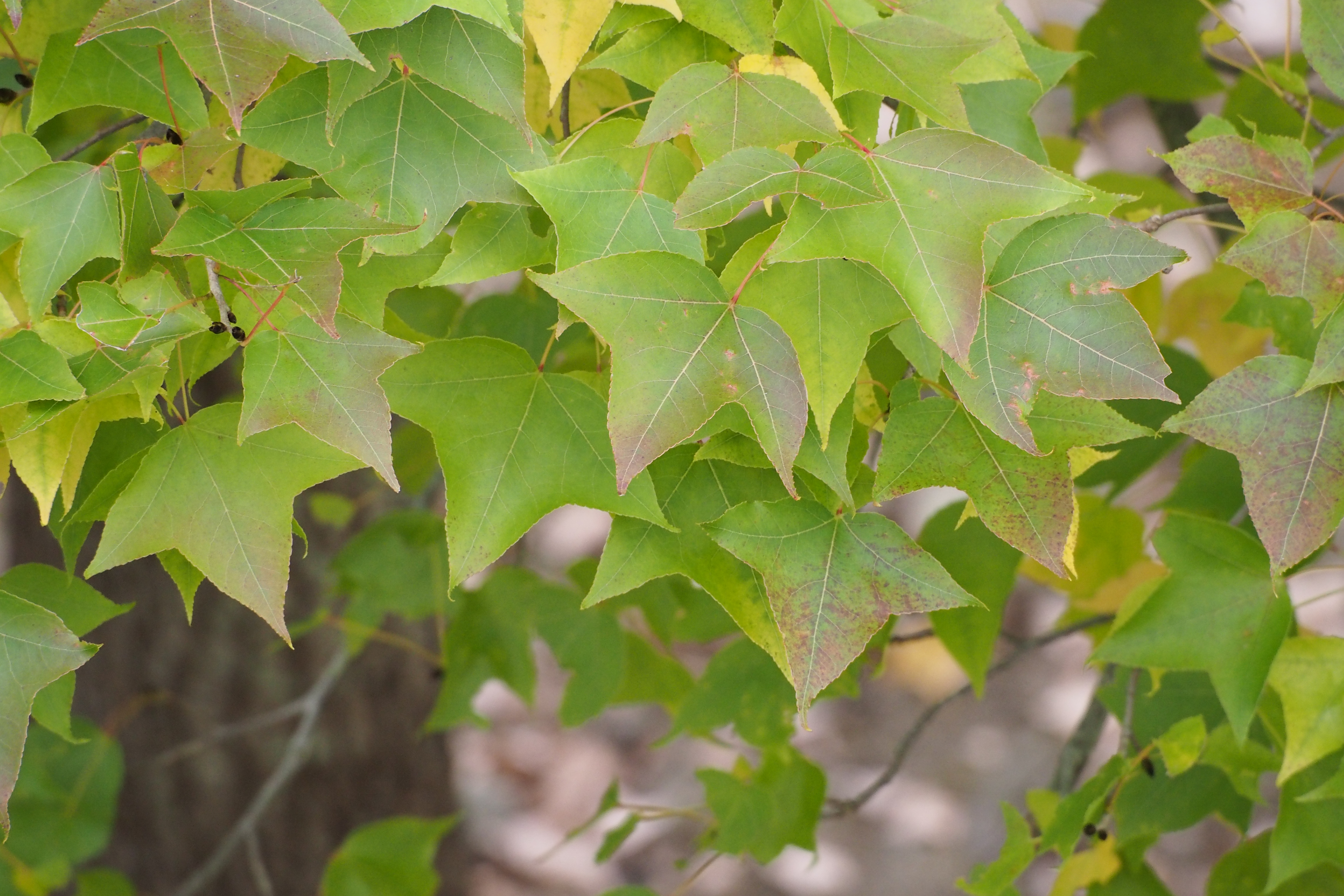
الأوراق
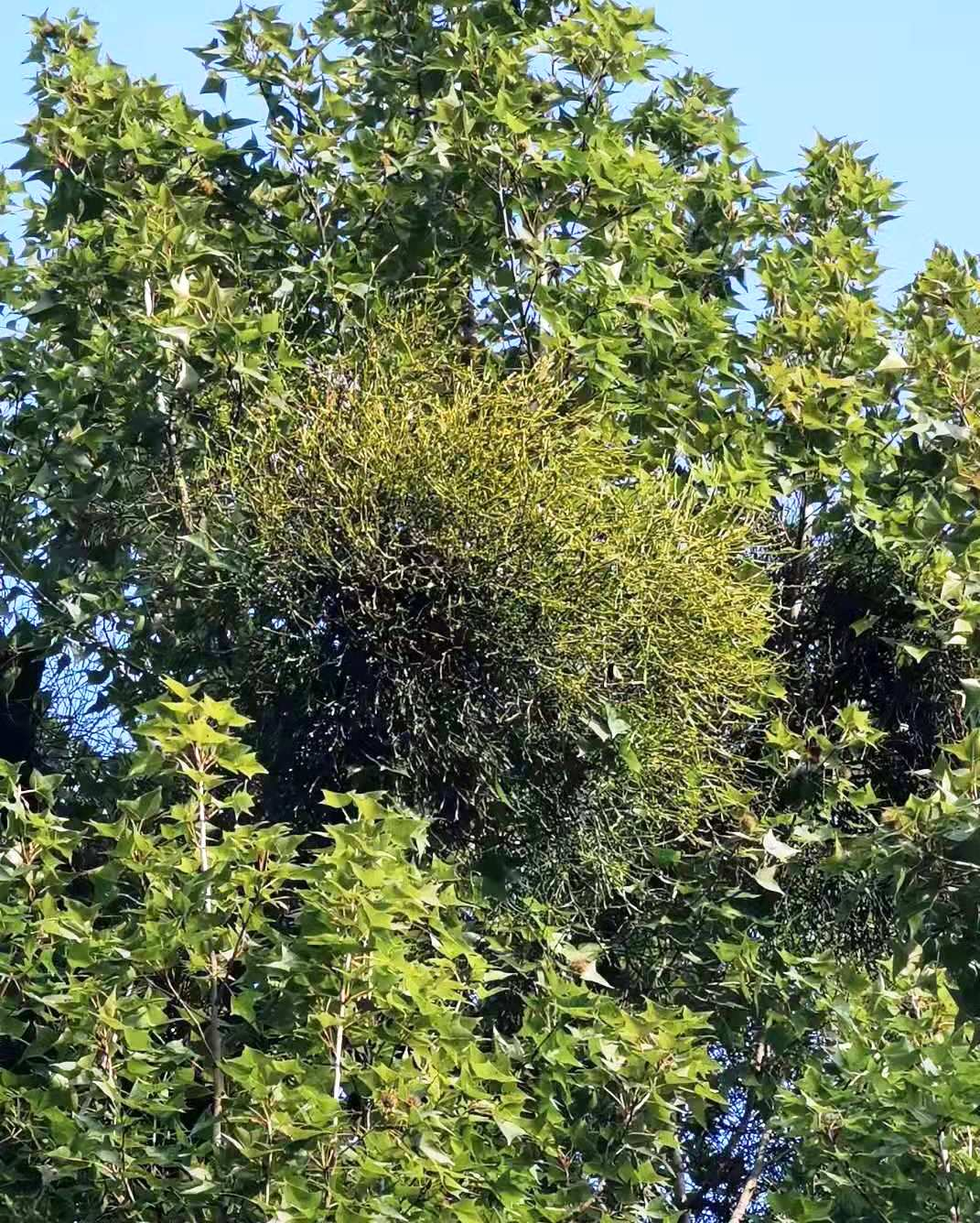